# Acacia penicillata
Acacia penicillata é uma espécie de leguminosa do gênero Acacia, pertencente à família Fabaceae.